# 47. østlige længdekreds
Den 47. østlige længdekreds (eller 47 grader østlig længde) er en længdekreds, der ligger 47 grader øst for nulmeridianen. Den løber gennem Ishavet, Europa, Asien, Afrika, det Indiske Ocean, det Sydlige Ishav og Antarktis.